# Frederico Burgel Xavier
Frederico Burgel Xavier, mais conhecido apenas como Fred (Novo Hamburgo, 15 de janeiro de 1986) é um futebolista brasileiro que atua como zagueiro. Atualmente defende o Avenida.

## Carreira
Revelado no Sport Club Internacional, o defensor acumula passagens por Standard Liège e Dender, ambos da Bélgica, Juventude, Figueirense, Avaí, Boavista, São Caetano, Caxias e Novo Hamburgo. 

### Goiás
O bom desempenho do beque no Gauchão 2015 pelo Novo Hamburgo chamou a atenção do Goiás, que contratou o defensor em 17 de abril de 2015. No Brasileirão 2015, se destacou no Esmeraldino principalmente pela capacidade marcar gols. O zagueiro foi o atleta da posição que mais vezes balançou as redes na competição, com seis gols. Saiu após crescer o olho no dinheiro oferecido pelo Grêmio.

### Grêmio
Com a boa temporada pelo Goiás, se transferiu para o Grêmio 16 de janeiro de 2016 com status de "careca artilheiro" após longas negociações. Em 24 de fevereiro, em jogo contra o São Paulo-RS, em Rio Grande, Fred marca o seu primeiro gol com a camisa do Grêmio. 
Embora nunca tenha se firmado como titular absoluto, sempre foi considerado uma peça útil dentro do elenco gremista. No fim da temporada, acabou perdendo espaço para Wallace Reis e Walter Kannemann na equipe titular.

### Vitória
No dia 9 de janeiro de 2017, foi confirmado o empréstimo de Fred ao Vitória por uma temporada, após solicitação de Argel Fucks, treinador do rubro-negro baiano. Estreou no dia 26 de janeiro, numa vitória por 3 a 1 sobre o Sergipe, jogo válido pela primeira fase da Copa do Nordeste.

### Juventude
Para a temporada seguinte, assinou com o Juventude.

## Títulos
Grêmio
- Copa do Brasil: 2016

Vitória
- Campeonato Baiano: 2017